# 어니 화이트
어니스트 대니얼 화이트(Ernest Daniel White, 1916년 9월 5일~1974년 5월 22일)는 미국의 프로 야구 선수로, 포지션은 투수였다. 메이저 리그 베이스볼(MLB)에서 1940년부터 1943년까지 세인트루이스 카디널스에서, 1946년부터 1948년까지 보스턴 브레이브스로 뛰었다.